# 波圖托雷
49°24′10″N 24°59′2″E / 49.40278°N 24.98389°E
波圖托雷（羅馬化：Potutory）是位於烏克蘭西南部的村莊，由特諾皮爾州特諾皮爾區的貝雷扎尼市鎮負責管轄。該村始建於1453年，面積1.036平方公里，2014年人口550，人口密度每平方公里530.89人。